# Luka Zubčić
Luka Zubčić (16. travnja 2000.), hrvatski reprezentativni kajakaš i kanuist. Član je Kanu kluba Končar iz Zagreba.
Godine 2017. na svjetskom juniorskom i prvenstvu mlađih seniora svjetski juniorski prvak postao je kao dio posade Leon Išpan/Matej Zonjić/Luka Zubčić u ekipnoj utrci u disciplini sprint 3xC1. U konkurenciji juniora postao svjetski doprvak u disciplini sprint C1. Brončanu medalju u kategoriji do 23 osvojio su u ekipnoj utrci u disciplini klasični spust 3xC2 u postavi Luka Obadić/Matej Zonjić, Ivan Tolić/Leon Išpan, Luka Zubčić/Dino Išpan.